# Live 2006
 Live 2006  är ett musikalbum av Nationalteaterns Rockorkester, inspelat mellan 23 juli och 26 oktober 2006. Skivan släpptes 2007. Den är mestadels inspelad i Sverige men även under några spelningar i Norge.

## CD
1. Bängen Trålar (Anders Melander/Hans Mosesson) - 6:05
2. Kolla Kolla (Anders Melander) - 6:16
3. Jack The Ripper (Anders Melander/Peter Wahlqvist) - 6:47
4. Barn av Vår Tid (Ulf Dageby) - 6:40
5. Sent en Lördag (Ulf Dageby) - 4:36
6. Spisa (Anders Melander) - 6:59
7. Hanna från Arlöv (Ulf Dageby) - 4:35
8. Ut i Kylan (Ulf Dageby) - 3:03
9. Rövarkungens Ö (Ulf Dageby) - 12:14
10. Speedy Gonzales (Ulf Dageby) - 2:59
11. Lägg av (Anders Melander) - 3:49
12. Livet är en fest (Ulf Dageby) - 4:24
13. Hon flytta ut till Bergsjön (Anders Melander) - 7:59

## Medlemmar
- Ulf Dageby - gitarr/sång
- Mattias Hellberg - sång
- Håkan Nyberg - trummor
- Håkan Svensson - gitarr/körsång
- Nikke Ström - bas
- Jaqee - sång